# Copa América 2021
Navigation
Édition précédente Édition suivante
La Copa América 2021 constitue la 47e édition de la Copa América, championnat d'Amérique du Sud des nations et principal tournoi international de la CONMEBOL. Initialement prévue en 2020 et reportée, la compétition,  se déroule du 13 juin au 11 juillet 2021 au Brésil et réunit les dix nations sud-américaines.
Cette édition devait être conjointement accueillie par l'Argentine et la Colombie mais la CONMEBOL décide le 20 mai 2021 de faire jouer la totalité du tournoi en terre argentine en raison de la crise sociale en Colombie. Cependant, dix jours plus tard, la confédération sud-américaine change à nouveau d'avis en retirant également l'organisation à l'Argentine. La compétition est finalement déplacée au Brésil. 
Le tournoi devait également voir la participation de deux invités extra-continentaux, l'Australie – dont c'eut été une première – et le Qatar – qui a déjà pris part à l'édition 2019 – mais ces deux pays éloignés renoncent en février 2021, arguant des problèmes de calendrier.
La Copa América est remportée par l'Argentine qui s'impose sur la plus petite des marges, 1 but à 0, face au Brésil, pays hôte et tenant du titre. Cette victoire met fin à une disette de 28 ans sans titres majeurs pour l'Argentine, et lui permet de rejoindre l'Uruguay au palmarès des nations les plus titrées avec 15 titres.

## Choix du pays d'accueil et changements

Logo de la Copa América 2021 avant le retrait de l'Argentine et de la Colombie.

Cette édition de la Copa América devait avoir lieu en juin et juillet 2020 (à la même période que l'Euro 2020) a dû être reportée, tout comme le championnat d'Europe, en raison de la crise du Covid-19.
Dans un premier temps, le président de CONMEBOL, Alejandro Domínguez, a envisagé la possibilité que la compétition puisse se dérouler en dehors de l'Amérique du Sud en évoquant le choix possible de Amérique du Nord, les États-Unis (nation appartenant à la CONCACAF) ayant déjà accueilli en 2016 la Copa América Centenario. Toutefois, le jour du tirage au sort de l'édition 2019, Domínguez écarte cette option et assure que le tournoi se déroulera bien en Amérique du Sud.
Le 13 mars 2019, la CONMEBOL valide la nomination conjointe de l'Argentine et de la Colombie comme pays d'accueil de l'édition 2020. Toutefois, le 5 avril 2019, la fédération colombienne adresse officiellement une requête pour organiser seule le tournoi sud-américain. Le 9 avril 2019, lors de la session extraordinaire du Conseil de la CONMEBOL tenue à Rio de Janeiro, le déroulement de l'épreuve dans les deux pays cités, assorti d'une modification du format du tournoi pour faciliter l'organisation, est confirmé.
En raison de la pandémie de COVID-19 et dans la foulée du report de l'Euro 2020, la CONMEBOL décide elle aussi de reporter cette édition de la Copa América d'un an, en juin-juillet 2021.
Les manifestations qui ont eu lieu en Colombie depuis le 28 avril 2021, ainsi que l'ampleur de la pandémie de coronavirus dans le pays, ont incité la CONMEBOL à réfléchir et remettre en cause la tenue de la compétition sur le sol colombien. Le 5 mai 2021, le président colombien Iván Duque déclare qu'il serait absurde de ne pas organiser la Copa América en Colombie et en Argentine comme initialement prévu. Malgré cela, le 10 mai, la CONMEBOL, qui se dit préoccupée par le manque de garanties de sécurité pour les participants, commence à étudier sérieusement une solution de rempli en sondant d'autres pays susceptibles de remplacer la Colombie, d'autant que plusieurs sponsors menaçaient déjà de se retirer en raison de cas suspects de violation des droits de l'homme en Colombie. In fine, le 20 mai, la CONMEBOL annonce que la Colombie n'accueillera aucun match du tournoi.
Le 30 mai 2021, la CONMEBOL décide également d'en retirer l'organisation à l'Argentine, pays durement affecté par la pandémie de Covid-19. Elle annonce le lendemain que le Brésil organisera la Copa América 2021.
Le choix tardif d'organiser la compétition au Brésil a été contesté dans le pays lui-même alors que celui-ci était également touché par la pandémie de Covid-19 (500 000 morts à la mi-juin 2021) et subissait une crise économique (taux de chômage de près de 15 %).

### Nations participantes
| Pays      | Participation(s) | Meilleur résultat                                                                                             | Dernière participation (résultat obtenu) |
| --------- | ---------------- | --- | ---------------------------------------- |
| CONMEBOL  |                  | |                                          |
| Argentine | +42,             | Vainqueur (14) · 1921, 1925, 1927, 1929, 1937, 1941, 1945, 1946, 1947, 1955, 1957, 1959 (1), 1991, 1993       | 2019 (Troisième)                         |
| Bolivie   | +27,             | Vainqueur (1) · 1963                                                                                          | 2019 (1er tour)                          |
| Brésil PO | +36,             | Vainqueur (9) · 1919, 1922, 1949, 1989, 1997, 1999, 2004, 2007, 2019                                          | 2019 (Vainqueur)                         |
| Chili     | +39,             | Vainqueur (2) · 2015, 2016                                                                                    | 2019 (Quatrième)                         |
| Colombie  | +22,             | Vainqueur (1) · 2001                                                                                          | 2019 (Quart de finaliste)                |
| Équateur  | +28,             | Quatrième (2) 1959 (2), 1993                                                                                  | 2019 (1er tour)                          |
| Paraguay  | +37,             | Vainqueur (2) · 1953, 1979                                                                                    | 2019 (Quart de finaliste)                |
| Pérou     | +32,             | Vainqueur (2) · 1939, 1975                                                                                    | 2019 (Finaliste)                         |
| Uruguay   | +44,             | Vainqueur (15) · 1916, 1917, 1920, 1923, 1924, 1926, 1935, 1942, 1956, 1959 (2), 1967, 1983, 1987, 1995, 2011 | 2019 (Quart de finaliste)                |
| Venezuela | +18,             | Quatrième (1) 2011                                                                                            | 2019 (Quart de finaliste)                |

## Villes et stades

### Prévus à l'origine
Le tournoi devait se dérouler dans huit stades de huit villes, quatre en Argentine et quatre en Colombie. Le 20 novembre 2019, la CONMEBOL confirme sept stades, le stade Mario Alberto Kempes de Córdoba, le stade Malvinas-Argentinas de Mendoza et le stade Monumental de Buenos Aires en Argentine et le stade olympique Pascual-Guerrero de Cali, le stade Atanasio-Girardot de Medellín, le stade Metropolitano Roberto Meléndez de Barranquilla et le stade Nemesio Camacho El Campín de Bogotá en Colombie. En outre, le Stade du bicentenaire de San Juan et le stade Hernán Ramírez Villegas de Pereira sont également cités avant d'être finalement écartés. Le 3 décembre 2019, avant le tirage au sort, il est annoncé que l'Estadio Único de Santiago del Estero est inclus dans la liste des stades argentins,.
En mai 2021, la CONMEBOL retire l'organisation à la Colombie puis à l'Argentine et trouve un remplaçant, à peine quinze jours avant le début du tournoi.

### Remplaçants
| Stade Maracanã                            | Stade Maracanã | Stade olympique Nilton-Santos | Stade olympique Nilton-Santos           |
|                                           |                |                               |                                         |
| Brasilia                                  | Cuiabá         | Cuiabá                        | Goiânia                                 |
| Stade national de Brasilia Mané Garrincha | Arena Pantanal | Arena Pantanal                | Stade olympique Pedro Ludovico Teixeira |
|                                           |                |                               |                                         |

## Calendrier des rencontres
| Dates                  | Dates                  | 13   | 14   | 15   | 16   | 17   | 18   | 19   | 20   | 21   | 22   | 23   | 24   | 25   | 26   | 27   | 28   | 29   | 30   | 1er     | 2       | 3       | 4       | 5       | 6       | 7       | 8       | 9       | 10      |
| Dates                  | Dates                  | juin | juin | juin | juin | juin | juin | juin | juin | juin | juin | juin | juin | juin | juin | juin | juin | juin | juin | juillet | juillet | juillet | juillet | juillet | juillet | juillet | juillet | juillet | juillet |
| ---------------------- | ---------------------- | ---- | ---- | ---- | ---- | ---- | ---- | ---- | ---- | ---- | ---- | ---- | ---- | ---- | ---- | ---- | ---- | ---- | ---- | ------- | ------- | ------- | ------- | ------- | ------- | ------- | ------- | ------- | ------- |
| Groupe A               | Groupe A               |      | 2    |      |      |      | 2    |      |      | 2    |      |      | 2    |      |      |      | 2    |      |      |         |         |         |         |         |         |         |         |         |         |
| Groupe B               | Groupe B               | 2    |      |      |      | 2    |      |      | 2    |      |      | 2    |      |      |      | 2    |      |      |      |         |         |         |         |         |         |         |         |         |         |
| Quarts de finale       | Quarts de finale       |      |      |      |      |      |      |      |      |      |      |      |      |      |      |      |      |      |      |         | 2       | 2       |         |         |         |         |         |         |         |
| Demi-finales           | Demi-finales           |      |      |      |      |      |      |      |      |      |      |      |      |      |      |      |      |      |      |         |         |         |         | 1       | 1       |         |         |         |         |
| Match pour la 3e place | Match pour la 3e place |      |      |      |      |      |      |      |      |      |      |      |      |      |      |      |      |      |      |         |         |         |         |         |         |         |         | 1       |         |
| Finale                 | Finale                 |      |      |      |      |      |      |      |      |      |      |      |      |      |      |      |      |      |      |         |         |         |         |         |         |         |         |         | 1       |

- Nombre de matchs disputés par journée

## Premier tour
Légende des classements
- Qualifiées pour les quarts de finale

Les dix équipes sont réparties en deux groupes de cinq au premier tour. Les quatre premiers de chaque groupe sont qualifiés pour les quarts de finale.

### Critères de départage
En cas d'égalité de points, les équipes sont classées ou départagées suivant les critères :
1. Meilleure différence de buts ;
2. Plus grand nombre de buts marqués ;
3. Plus grand nombre de points obtenus dans les matches de groupe disputés entre les équipes concernées ;
4. Meilleure différence de buts dans les matches de groupe disputés entre les équipes concernées ;
5. Plus grand nombre de buts marqués dans les matches de groupe disputés entre les équipes concernées ;
6. Plus petit nombre de points disciplinaires dans tous les matchs de groupe (une seule déduction peut être appliquée à un joueur dans un seul match) suivant le barème : 
  - Carton jaune : -1 point ;
  - Carton rouge indirect (deuxième carton jaune) : -3 points ;
  - Carton rouge direct : -4 points ;
  - Carton jaune et carton rouge direct : -5 points ;
7. Tirage au sort.

### Groupe A
| Rang | Équipe    | Pts | J | G | N | P | Bp | Bc | Diff |
| ---- | --------- | --- | - | - | - | - | -- | -- | ---- |
| 1    | Argentine | 10  | 4 | 3 | 1 | 0 | 7  | 2  | +5   |
| 2    | Uruguay   | 7   | 4 | 2 | 1 | 1 | 4  | 2  | +2   |
| 3    | Paraguay  | 6   | 4 | 2 | 0 | 2 | 5  | 3  | +2   |
| 4    | Chili     | 5   | 4 | 1 | 2 | 1 | 3  | 4  | -1   |
| 5    | Bolivie   | 0   | 4 | 0 | 0 | 4 | 2  | 10 | -8   |

1re journée
| 14 juin 2021  | Argentine | 1 - 1   | Chili      | Stade olympique Nilton-Santos, Rio de Janeiro                              |                                                                            |
| 19:00 (UTC−3) | Messi 33e | (1 - 0) | 57e Vargas | Spectateurs : 0 Arbitrage : Wilmar Roldán Arbitre vidéo : Jhon Ospina (es) | Spectateurs : 0 Arbitrage : Wilmar Roldán Arbitre vidéo : Jhon Ospina (es) |
| 19:00 (UTC−3) | Rapport   |         |            | Spectateurs : 0 Arbitrage : Wilmar Roldán Arbitre vidéo : Jhon Ospina (es) | Spectateurs : 0 Arbitrage : Wilmar Roldán Arbitre vidéo : Jhon Ospina (es) |

| 14 juin 2021  | Paraguay                                     | 3 - 1   | Bolivie             | Stade olympique Pedro Ludovico Teixeira, Goiânia                              |                                                                               |
| 21:00 (UTC−3) | Kaku 62e · Romero 65e · ( Ávalos) Romero 80e | (0 - 1) | 10e (pen.) Saavedra | Spectateurs : 0 Arbitrage : Diego Haro (en) Arbitre vidéo : Wagner Reway (pt) | Spectateurs : 0 Arbitrage : Diego Haro (en) Arbitre vidéo : Wagner Reway (pt) |
| 21:00 (UTC−3) | Rapport                                      |         |                     | Spectateurs : 0 Arbitrage : Diego Haro (en) Arbitre vidéo : Wagner Reway (pt) | Spectateurs : 0 Arbitrage : Diego Haro (en) Arbitre vidéo : Wagner Reway (pt) |

Repos :  Uruguay

2e journée
| 18 juin 2021  | Chili                  | 1 - 0   | Bolivie | Arena Pantanal, Cuiabá                                                                               | |
| 17:00 (UTC−4) | ( Vargas) Brereton 10e | (1 - 0) |         | Spectateurs : 0 Arbitrage : Jesús Gil Manzano (en) Arbitre vidéo : Ricardo de Burgos Bengoetxea (en) | Spectateurs : 0 Arbitrage : Jesús Gil Manzano (en) Arbitre vidéo : Ricardo de Burgos Bengoetxea (en) |
| 17:00 (UTC−4) | Rapport                |         |         | Spectateurs : 0 Arbitrage : Jesús Gil Manzano (en) Arbitre vidéo : Ricardo de Burgos Bengoetxea (en) | Spectateurs : 0 Arbitrage : Jesús Gil Manzano (en) Arbitre vidéo : Ricardo de Burgos Bengoetxea (en) |

| 18 juin 2021  | Argentine              | 1 - 0   | Uruguay | Stade national de Brasilia Mané Garrincha, Brasilia                          |                                                                              |
| 21:00 (UTC−3) | ( Messi) Rodriguez 12e | (1 - 0) |         | Spectateurs : 0 Arbitrage : Wilton Sampaio Arbitre vidéo : Wagner Reway (pt) | Spectateurs : 0 Arbitrage : Wilton Sampaio Arbitre vidéo : Wagner Reway (pt) |
| 21:00 (UTC−3) | Rapport                |         |         | Spectateurs : 0 Arbitrage : Wilton Sampaio Arbitre vidéo : Wagner Reway (pt) | Spectateurs : 0 Arbitrage : Wilton Sampaio Arbitre vidéo : Wagner Reway (pt) |

Repos :  Paraguay

3e journée
| 21 juin 2021  | Uruguay              | 1 - 1   | Chili                  | Arena Pantanal, Cuiabá                                                 |                                                                        |
| 17:00 (UTC−4) | ( Vecino) Suárez 66e | (0 - 1) | 26e Vargas (Brereton ) | Spectateurs : 0 Arbitrage : Raphael Claus Arbitre vidéo : Rafael Traci | Spectateurs : 0 Arbitrage : Raphael Claus Arbitre vidéo : Rafael Traci |
| 17:00 (UTC−4) | Rapport              |         |                        | Spectateurs : 0 Arbitrage : Raphael Claus Arbitre vidéo : Rafael Traci | Spectateurs : 0 Arbitrage : Raphael Claus Arbitre vidéo : Rafael Traci |

| 21 juin 2021  | Argentine             | 1 - 0   | Paraguay | Stade national de Brasilia Mané Garrincha, Brasilia                           |                                                                               |
| 21:00 (UTC−3) | ( Di María) Gómez 10e | (1 - 0) |          | Spectateurs : 0 Arbitrage : Jesús Valenzuela Arbitre vidéo : Jhon Ospina (es) | Spectateurs : 0 Arbitrage : Jesús Valenzuela Arbitre vidéo : Jhon Ospina (es) |
| 21:00 (UTC−3) | Rapport               |         |          | Spectateurs : 0 Arbitrage : Jesús Valenzuela Arbitre vidéo : Jhon Ospina (es) | Spectateurs : 0 Arbitrage : Jesús Valenzuela Arbitre vidéo : Jhon Ospina (es) |

Repos :  Bolivie

4e journée
| 24 juin 2021  | Bolivie | 0 - 2   | Uruguay                                | Arena Pantanal, Cuiabá                                                            |                                                                                   |
| 17:00 (UTC−4) |         | (0 - 1) | 40e (csc) Lampe · 79e Cavani (Torres ) | Spectateurs : 0 Arbitrage : Alexis Herrera (es) Arbitre vidéo : Wagner Reway (pt) | Spectateurs : 0 Arbitrage : Alexis Herrera (es) Arbitre vidéo : Wagner Reway (pt) |
| 17:00 (UTC−4) | Rapport |         |                                        | Spectateurs : 0 Arbitrage : Alexis Herrera (es) Arbitre vidéo : Wagner Reway (pt) | Spectateurs : 0 Arbitrage : Alexis Herrera (es) Arbitre vidéo : Wagner Reway (pt) |

| 24 juin 2021  | Chili   | 0 - 2   | Paraguay                                    | Stade national de Brasilia Mané Garrincha, Brasilia                    |                                                                        |
| 21:00 (UTC−3) |         | (0 - 1) | 33e Samudio (Almirón ) · 58e (pen.) Almirón | Spectateurs : 0 Arbitrage : Wilmar Roldán Arbitre vidéo : Rafael Traci | Spectateurs : 0 Arbitrage : Wilmar Roldán Arbitre vidéo : Rafael Traci |
| 21:00 (UTC−3) | Rapport |         |                                             | Spectateurs : 0 Arbitrage : Wilmar Roldán Arbitre vidéo : Rafael Traci | Spectateurs : 0 Arbitrage : Wilmar Roldán Arbitre vidéo : Rafael Traci |

Repos :  Argentine

5e journée
| 28 juin 2021  | Uruguay           | 1 - 0   | Paraguay | Stade olympique Nilton-Santos, Rio de Janeiro                               |                                                                             |
| 21:00 (UTC−3) | Cavani 21e (pen.) | (1 - 0) |          | Spectateurs : 0 Arbitrage : Raphael Claus Arbitre vidéo : Wagner Reway (pt) | Spectateurs : 0 Arbitrage : Raphael Claus Arbitre vidéo : Wagner Reway (pt) |
| 21:00 (UTC−3) | Rapport           |         |          | Spectateurs : 0 Arbitrage : Raphael Claus Arbitre vidéo : Wagner Reway (pt) | Spectateurs : 0 Arbitrage : Raphael Claus Arbitre vidéo : Wagner Reway (pt) |

| 28 juin 2021  | Bolivie                    | 1 - 4   | Argentine                                                                     | Arena Pantanal, Cuiabá                                                                          |                                                                                                 |
| 20:00 (UTC−4) | ( Justiniano) Saavedra 60e | (0 - 3) | 6e Gómez (Messi ) · 33e (pen.) Messi · 42e Messi (Agüero ) · 65e La. Martínez | Spectateurs : 0 Arbitrage : Andrés Rojas (es) Arbitre vidéo : Ricardo de Burgos Bengoetxea (en) | Spectateurs : 0 Arbitrage : Andrés Rojas (es) Arbitre vidéo : Ricardo de Burgos Bengoetxea (en) |
| 20:00 (UTC−4) | Rapport                    |         |                                                                               | Spectateurs : 0 Arbitrage : Andrés Rojas (es) Arbitre vidéo : Ricardo de Burgos Bengoetxea (en) | Spectateurs : 0 Arbitrage : Andrés Rojas (es) Arbitre vidéo : Ricardo de Burgos Bengoetxea (en) |

Repos :  Chili

### Groupe B
| Rang | Équipe    | Pts | J | G | N | P | Bp | Bc | Diff |
| ---- | --------- | --- | - | - | - | - | -- | -- | ---- |
| 1    | Brésil    | 10  | 4 | 3 | 1 | 0 | 10 | 2  | +8   |
| 2    | Pérou     | 7   | 4 | 2 | 1 | 1 | 5  | 7  | -2   |
| 3    | Colombie  | 4   | 4 | 1 | 1 | 2 | 3  | 4  | -1   |
| 4    | Équateur  | 3   | 4 | 0 | 3 | 1 | 5  | 6  | -1   |
| 5    | Venezuela | 2   | 4 | 0 | 2 | 2 | 2  | 6  | -4   |

1re journée
| 13 juin 2021  | Brésil                                                     | 3 - 0   | Venezuela | Stade national de Brasilia Mané Garrincha, Brasilia                              |                                                                                  |
| 18:00 (UTC−3) | Marquinhos 23e · Neymar 64e (pen.) · ( Neymar) Barbosa 89e | (1 - 0) |           | Spectateurs : 0 Arbitrage : Esteban Ostojich (en) Arbitre vidéo : Julio Bascuñán | Spectateurs : 0 Arbitrage : Esteban Ostojich (en) Arbitre vidéo : Julio Bascuñán |
| 18:00 (UTC−3) | Rapport                                                    |         |           | Spectateurs : 0 Arbitrage : Esteban Ostojich (en) Arbitre vidéo : Julio Bascuñán | Spectateurs : 0 Arbitrage : Esteban Ostojich (en) Arbitre vidéo : Julio Bascuñán |

| 13 juin 2021  | Colombie             | 1 - 0   | Équateur | Arena Pantanal, Cuiabá                                                        |                                                                               |
| 20:00 (UTC−4) | ( Borja) Cardona 42e | (1 - 0) |          | Spectateurs : 0 Arbitrage : Néstor Pitana Arbitre vidéo : Mauro Vigliano (en) | Spectateurs : 0 Arbitrage : Néstor Pitana Arbitre vidéo : Mauro Vigliano (en) |
| 20:00 (UTC−4) | Rapport              |         |          | Spectateurs : 0 Arbitrage : Néstor Pitana Arbitre vidéo : Mauro Vigliano (en) | Spectateurs : 0 Arbitrage : Néstor Pitana Arbitre vidéo : Mauro Vigliano (en) |

Repos :  Pérou

2e journée
| 17 juin 2021  | Colombie | 0 - 0 | Venezuela | Stade olympique Pedro Ludovico Teixeira, Goiânia                          |                                                                           |
| 18:00 (UTC−3) |          |       |           | Spectateurs : 0 Arbitrage : Eber Aquino (es) Arbitre vidéo : Derlis López | Spectateurs : 0 Arbitrage : Eber Aquino (es) Arbitre vidéo : Derlis López |
| 18:00 (UTC−3) | Rapport  |       |           | Spectateurs : 0 Arbitrage : Eber Aquino (es) Arbitre vidéo : Derlis López | Spectateurs : 0 Arbitrage : Eber Aquino (es) Arbitre vidéo : Derlis López |

| 17 juin 2021  | Brésil                                                                                            | 4 - 0   | Pérou | Stade olympique Nilton-Santos, Rio de Janeiro                                         |                                                                                       |
| 21:00 (UTC−3) | ( Gabriel Jesus) Sandro 12e · ( Fred) Neymar 68e · ( Richarlison) Ribeiro 89e · Richarlison 90+3e | (1 - 0) |       | Spectateurs : 0 Arbitrage : Patricio Loustau (en) Arbitre vidéo : Mauro Vigliano (en) | Spectateurs : 0 Arbitrage : Patricio Loustau (en) Arbitre vidéo : Mauro Vigliano (en) |
| 21:00 (UTC−3) | Rapport                                                                                           |         |       | Spectateurs : 0 Arbitrage : Patricio Loustau (en) Arbitre vidéo : Mauro Vigliano (en) | Spectateurs : 0 Arbitrage : Patricio Loustau (en) Arbitre vidéo : Mauro Vigliano (en) |

Repos :  Équateur

3e journée
| 20 juin 2021  | Venezuela                                                   | 2 - 2   | Équateur                                 | Stade olympique Nilton-Santos, Rio de Janeiro                            |                                                                          |
| 18:00 (UTC−3) | ( José Martínez) Castillo 51e · ( Castillo) Hernández 90+1e | (0 - 1) | 39e Ay. Preciado (Arboleda ) · 71e Plata | Spectateurs : 0 Arbitrage : Roberto Tobar Arbitre vidéo : Julio Bascuñán | Spectateurs : 0 Arbitrage : Roberto Tobar Arbitre vidéo : Julio Bascuñán |
| 18:00 (UTC−3) | Rapport                                                     |         |                                          | Spectateurs : 0 Arbitrage : Roberto Tobar Arbitre vidéo : Julio Bascuñán | Spectateurs : 0 Arbitrage : Roberto Tobar Arbitre vidéo : Julio Bascuñán |

| 20 juin 2021  | Colombie         | 1 - 2   | Pérou                     | Stade olympique Pedro Ludovico Teixeira, Goiânia                               |                                                                                |
| 21:00 (UTC−3) | Borja 53e (pen.) | (0 - 1) | 17e Peña · 64e (csc) Mina | Spectateurs : 0 Arbitrage : Esteban Ostojich (en) Arbitre vidéo : Andrés Cunha | Spectateurs : 0 Arbitrage : Esteban Ostojich (en) Arbitre vidéo : Andrés Cunha |
| 21:00 (UTC−3) | Rapport          |         |                           | Spectateurs : 0 Arbitrage : Esteban Ostojich (en) Arbitre vidéo : Andrés Cunha | Spectateurs : 0 Arbitrage : Esteban Ostojich (en) Arbitre vidéo : Andrés Cunha |

Repos :  Brésil

4e journée
| 23 juin 2021  | Équateur                                     | 2 - 2   | Pérou                                            | Stade olympique Pedro Ludovico Teixeira, Goiânia                                                     | |
| 18:00 (UTC−3) | Tapia 23e (csc) · ( Díaz) Ay. Preciado 45+3e | (2 - 0) | 49e Lapadula (Cueva ) · 54e Carrillo (Lapadula ) | Spectateurs : 0 Arbitrage : Jesús Gil Manzano (en) Arbitre vidéo : Ricardo de Burgos Bengoetxea (en) | Spectateurs : 0 Arbitrage : Jesús Gil Manzano (en) Arbitre vidéo : Ricardo de Burgos Bengoetxea (en) |
| 18:00 (UTC−3) | Rapport                                      |         |                                                  | Spectateurs : 0 Arbitrage : Jesús Gil Manzano (en) Arbitre vidéo : Ricardo de Burgos Bengoetxea (en) | Spectateurs : 0 Arbitrage : Jesús Gil Manzano (en) Arbitre vidéo : Ricardo de Burgos Bengoetxea (en) |

| 23 juin 2021  | Brésil                                          | 2 - 1   | Colombie             | Stade olympique Nilton-Santos, Rio de Janeiro                                 |                                                                               |
| 21:00 (UTC−3) | ( Lodi) Firmino 78e · ( Neymar) Casemiro 90+10e | (0 - 1) | 10e Díaz (Cuadrado ) | Spectateurs : 0 Arbitrage : Néstor Pitana Arbitre vidéo : Mauro Vigliano (en) | Spectateurs : 0 Arbitrage : Néstor Pitana Arbitre vidéo : Mauro Vigliano (en) |
| 21:00 (UTC−3) | Rapport                                         |         |                      | Spectateurs : 0 Arbitrage : Néstor Pitana Arbitre vidéo : Mauro Vigliano (en) | Spectateurs : 0 Arbitrage : Néstor Pitana Arbitre vidéo : Mauro Vigliano (en) |

Repos :  Venezuela

5e journée
| 27 juin 2021  | Brésil                 | 1 - 1   | Équateur             | Stade olympique Pedro Ludovico Teixeira, Goiânia                         |                                                                          |
| 18:00 (UTC−3) | ( Everton) Militão 37e | (1 - 0) | 53e Mena (Valencia ) | Spectateurs : 0 Arbitrage : Roberto Tobar Arbitre vidéo : Julio Bascuñán | Spectateurs : 0 Arbitrage : Roberto Tobar Arbitre vidéo : Julio Bascuñán |
| 18:00 (UTC−3) | Rapport                |         |                      | Spectateurs : 0 Arbitrage : Roberto Tobar Arbitre vidéo : Julio Bascuñán | Spectateurs : 0 Arbitrage : Roberto Tobar Arbitre vidéo : Julio Bascuñán |

| 27 juin 2021  | Venezuela | 0 - 1   | Pérou        | Stade national de Brasilia Mané Garrincha, Brasilia                            |                                                                                |
| 18:00 (UTC−3) |           | (0 - 0) | 48e Carrillo | Spectateurs : 0 Arbitrage : Patricio Loustau (en) Arbitre vidéo : Derlis López | Spectateurs : 0 Arbitrage : Patricio Loustau (en) Arbitre vidéo : Derlis López |
| 18:00 (UTC−3) | Rapport   |         |              | Spectateurs : 0 Arbitrage : Patricio Loustau (en) Arbitre vidéo : Derlis López | Spectateurs : 0 Arbitrage : Patricio Loustau (en) Arbitre vidéo : Derlis López |

Repos :  Colombie

## Tableau final
À l'exception de la finale, il n'y a pas de prolongation prévue en cas d'égalité à la fin du temps réglementaire : la qualification se décide alors directement par une séance de tirs au but.
|  | Quarts de finale                          | Quarts de finale    | Quarts de finale                          | Quarts de finale    |           |           | Demi-finales        | Demi-finales        | Demi-finales                  | Demi-finales                  |                               |                               | Finale                                | Finale                                | Finale                                | Finale                                |
|  |                                           |                     |                                           |                     |           |           |                     |                     |                               |                               |                               |                               |                                       |                                       |                                       |                                       |
|  | 3 juillet, Brasilia                       | 3 juillet, Brasilia | 3 juillet, Brasilia                       | 3 juillet, Brasilia |           |           | 6 juillet, Brasilia | 6 juillet, Brasilia | 6 juillet, Brasilia           | 6 juillet, Brasilia           |                               |                               | 10 juillet, Rio de Janeiro (Maracanã) | 10 juillet, Rio de Janeiro (Maracanã) | 10 juillet, Rio de Janeiro (Maracanã) | 10 juillet, Rio de Janeiro (Maracanã) |
|  | 3 juillet, Brasilia                       | 3 juillet, Brasilia | 3 juillet, Brasilia                       | 3 juillet, Brasilia |           |           | 6 juillet, Brasilia | 6 juillet, Brasilia | 6 juillet, Brasilia           | 6 juillet, Brasilia           |                               |                               | 10 juillet, Rio de Janeiro (Maracanã) | 10 juillet, Rio de Janeiro (Maracanã) | 10 juillet, Rio de Janeiro (Maracanã) | 10 juillet, Rio de Janeiro (Maracanã) |
|  | 1er A                                     | Argentine           | 3                                         | 3                   |           |           | 6 juillet, Brasilia | 6 juillet, Brasilia | 6 juillet, Brasilia           | 6 juillet, Brasilia           |                               |                               | 10 juillet, Rio de Janeiro (Maracanã) | 10 juillet, Rio de Janeiro (Maracanã) | 10 juillet, Rio de Janeiro (Maracanã) | 10 juillet, Rio de Janeiro (Maracanã) |
|  | 1er A                                     | Argentine           | 3                                         | 3                   |           |           | 6 juillet, Brasilia | 6 juillet, Brasilia | 6 juillet, Brasilia           | 6 juillet, Brasilia           |                               |                               | 10 juillet, Rio de Janeiro (Maracanã) | 10 juillet, Rio de Janeiro (Maracanã) | 10 juillet, Rio de Janeiro (Maracanã) | 10 juillet, Rio de Janeiro (Maracanã) |
|  | 4e B                                      | Équateur            | 0                                         | 0                   |           |           | 6 juillet, Brasilia | 6 juillet, Brasilia | 6 juillet, Brasilia           | 6 juillet, Brasilia           |                               |                               | 10 juillet, Rio de Janeiro (Maracanã) | 10 juillet, Rio de Janeiro (Maracanã) | 10 juillet, Rio de Janeiro (Maracanã) | 10 juillet, Rio de Janeiro (Maracanã) |
|  | 4e B                                      | Équateur            | 0                                         | 0                   | Argentine | Argentine | 1 tab (3)           | 1 tab (3)           |                               |                               |                               |                               | 10 juillet, Rio de Janeiro (Maracanã) | 10 juillet, Rio de Janeiro (Maracanã) | 10 juillet, Rio de Janeiro (Maracanã) | 10 juillet, Rio de Janeiro (Maracanã) |
|  | 3 juillet, Goiânia                        |                     |                                           |                     | Argentine | Argentine | 1 tab (3)           | 1 tab (3)           |                               |                               |                               |                               | 10 juillet, Rio de Janeiro (Maracanã) | 10 juillet, Rio de Janeiro (Maracanã) | 10 juillet, Rio de Janeiro (Maracanã) | 10 juillet, Rio de Janeiro (Maracanã) |
|  |                                           |                     | Colombie                                  | Colombie            | 1 (2)     | 1 (2)     |                     |                     |                               |                               |                               |                               | 10 juillet, Rio de Janeiro (Maracanã) | 10 juillet, Rio de Janeiro (Maracanã) | 10 juillet, Rio de Janeiro (Maracanã) | 10 juillet, Rio de Janeiro (Maracanã) |
|  | 2e A                                      | Uruguay             | Colombie                                  | Colombie            | 1 (2)     | 1 (2)     | 0 (2)               | 0 (2)               |                               |                               |                               |                               | 10 juillet, Rio de Janeiro (Maracanã) | 10 juillet, Rio de Janeiro (Maracanã) | 10 juillet, Rio de Janeiro (Maracanã) | 10 juillet, Rio de Janeiro (Maracanã) |
|  | 2e A                                      | Uruguay             | 5 juillet, Rio de Janeiro (Nilton-Santos) |                     |           |           | 0 (2)               | 0 (2)               |                               |                               |                               |                               | 10 juillet, Rio de Janeiro (Maracanã) | 10 juillet, Rio de Janeiro (Maracanã) | 10 juillet, Rio de Janeiro (Maracanã) | 10 juillet, Rio de Janeiro (Maracanã) |
|  | 3e B                                      | Colombie            | 0 tab (4)                                 | 0 tab (4)           |           |           |                     |                     |                               |                               |                               |                               | 10 juillet, Rio de Janeiro (Maracanã) | 10 juillet, Rio de Janeiro (Maracanã) | 10 juillet, Rio de Janeiro (Maracanã) | 10 juillet, Rio de Janeiro (Maracanã) |
|  | 3e B                                      | Colombie            | 0 tab (4)                                 | 0 tab (4)           | Argentine | Argentine | 1                   | 1                   |                               |                               |                               |                               |                                       |                                       |                                       |                                       |
|  | 2 juillet, Rio de Janeiro (Nilton-Santos) |                     |                                           |                     | Argentine | Argentine | 1                   | 1                   |                               |                               |                               |                               |                                       |                                       |                                       |                                       |
|  |                                           |                     | Brésil                                    | Brésil              | 0         | 0         |                     |                     |                               |                               |                               |                               |                                       |                                       |                                       |                                       |
|  | 1er B                                     | Brésil              | Brésil                                    | Brésil              | 0         | 0         | 1                   | 1                   |                               |                               |                               |                               |                                       |                                       |                                       |                                       |
|  | 1er B                                     | Brésil              |                                           |                     |           |           |                     |                     |                               |                               |                               |                               |                                       |                                       |                                       |                                       |
|  | 4e A                                      | Chili               | 0                                         | 0                   |           |           |                     |                     |                               |                               |                               |                               |                                       |                                       |                                       |                                       |
|  | 4e A                                      | Chili               | 0                                         | 0                   | Brésil    | Brésil    | 1                   | 1                   | Match pour la troisième place | Match pour la troisième place | Match pour la troisième place | Match pour la troisième place |                                       |                                       |                                       |                                       |
|  | 2 juillet, Goiânia                        |                     |                                           |                     | Brésil    | Brésil    | 1                   | 1                   | Match pour la troisième place | Match pour la troisième place | Match pour la troisième place | Match pour la troisième place |                                       |                                       |                                       |                                       |
|  |                                           |                     | Pérou                                     | Pérou               | 0         | 0         |                     |                     | 9 juillet, Brasilia           | 9 juillet, Brasilia           | 9 juillet, Brasilia           | 9 juillet, Brasilia           |                                       |                                       |                                       |                                       |
|  | 2e B                                      | Pérou               | Pérou                                     | Pérou               | 0         | 0         | 3 tab (4)           | 3 tab (4)           | 9 juillet, Brasilia           | 9 juillet, Brasilia           | 9 juillet, Brasilia           | 9 juillet, Brasilia           |                                       |                                       |                                       |                                       |
|  | 2e B                                      | Pérou               |                                           |                     |           |           |                     | 3 tab (4)           |                               |                               | Colombie                      | Colombie                      | 3                                     | 3                                     |                                       |                                       |
|  | 3e A                                      | Paraguay            | 3 (3)                                     | 3 (3)               |           |           |                     |                     |                               |                               | Colombie                      | Colombie                      | 3                                     | 3                                     |                                       |                                       |
|  | 3e A                                      | Paraguay            | 3 (3)                                     | 3 (3)               | Pérou     | Pérou     | 2                   | 2                   |                               |                               |                               |                               |                                       |                                       |                                       |                                       |
|  |                                           |                     |                                           |                     |           |           |                     |                     |                               |                               |                               |                               |                                       |                                       |                                       |                                       |

### Quarts de finale
| 2 juillet 2021 | Pérou                                                           | 3 - 3             | Paraguay                                                | Stade olympique Pedro Ludovico Teixeira, Goiânia                                      |                                                                                       |
| 18:00 (UTC−3)  | Gómez 21e (csc) · ( Yotún) Lapadula 40e · ( Carrillo) Yotún 80e | (2 - 1)           | 11e Gómez · 54e Alonso · 90e Ávalos                     | Spectateurs : 0 Arbitrage : Esteban Ostojich (en) Arbitre vidéo : Mauro Vigliano (en) | Spectateurs : 0 Arbitrage : Esteban Ostojich (en) Arbitre vidéo : Mauro Vigliano (en) |
| 18:00 (UTC−3)  | Rapport                                                         |                   |                                                         | Spectateurs : 0 Arbitrage : Esteban Ostojich (en) Arbitre vidéo : Mauro Vigliano (en) | Spectateurs : 0 Arbitrage : Esteban Ostojich (en) Arbitre vidéo : Mauro Vigliano (en) |
| 18:00 (UTC−3)  | Lapadula · Yotún · Ormeño · Tapia · Cueva · Trauco              | Tirs au but 4 - 3 | Romero · Alonso · Martinez · Samudio · Piris · Espínola | Spectateurs : 0 Arbitrage : Esteban Ostojich (en) Arbitre vidéo : Mauro Vigliano (en) | Spectateurs : 0 Arbitrage : Esteban Ostojich (en) Arbitre vidéo : Mauro Vigliano (en) |

| 2 juillet 2021 | Brésil      | 1 - 0   | Chili | Stade olympique Nilton-Santos, Rio de Janeiro                                  |                                                                                |
| 21:00 (UTC−3)  | Paquetá 46e | (0 - 0) |       | Spectateurs : 0 Arbitrage : Patricio Loustau (en) Arbitre vidéo : Andrés Cunha | Spectateurs : 0 Arbitrage : Patricio Loustau (en) Arbitre vidéo : Andrés Cunha |
| 21:00 (UTC−3)  | Rapport     |         |       | Spectateurs : 0 Arbitrage : Patricio Loustau (en) Arbitre vidéo : Andrés Cunha | Spectateurs : 0 Arbitrage : Patricio Loustau (en) Arbitre vidéo : Andrés Cunha |

| 3 juillet 2021 | Uruguay                          | 0 - 0             | Colombie                        | Stade olympique Pedro Ludovico Teixeira, Goiânia                                                     | |
| 19:00 (UTC−3)  |                                  |                   |                                 | Spectateurs : 0 Arbitrage : Jesús Gil Manzano (en) Arbitre vidéo : Ricardo de Burgos Bengoetxea (en) | Spectateurs : 0 Arbitrage : Jesús Gil Manzano (en) Arbitre vidéo : Ricardo de Burgos Bengoetxea (en) |
| 19:00 (UTC−3)  | Rapport                          |                   |                                 | Spectateurs : 0 Arbitrage : Jesús Gil Manzano (en) Arbitre vidéo : Ricardo de Burgos Bengoetxea (en) | Spectateurs : 0 Arbitrage : Jesús Gil Manzano (en) Arbitre vidéo : Ricardo de Burgos Bengoetxea (en) |
| 19:00 (UTC−3)  | Cavani · Giménez · Suárez · Viña | Tirs au but 2 - 4 | Zapata · Sánchez · Mina · Borja | Spectateurs : 0 Arbitrage : Jesús Gil Manzano (en) Arbitre vidéo : Ricardo de Burgos Bengoetxea (en) | Spectateurs : 0 Arbitrage : Jesús Gil Manzano (en) Arbitre vidéo : Ricardo de Burgos Bengoetxea (en) |

| 3 juillet 2021 | Argentine                                                      | 3 - 0   | Équateur | Stade national de Brasilia Mané Garrincha, Brasilia                          |                                                                              |
| 22:00 (UTC−3)  | ( Messi) De Paul 40e · ( Messi) La. Martínez 84e · Messi 90+3e | (1 - 0) |          | Spectateurs : 0 Arbitrage : Wilton Sampaio Arbitre vidéo : Wagner Reway (pt) | Spectateurs : 0 Arbitrage : Wilton Sampaio Arbitre vidéo : Wagner Reway (pt) |
| 22:00 (UTC−3)  | Rapport                                                        |         |          | Spectateurs : 0 Arbitrage : Wilton Sampaio Arbitre vidéo : Wagner Reway (pt) | Spectateurs : 0 Arbitrage : Wilton Sampaio Arbitre vidéo : Wagner Reway (pt) |

### Demi-finales
| 5 juillet 2021 | Brésil                | 1 - 0   | Pérou | Stade olympique Nilton-Santos, Rio de Janeiro                          |                                                                        |
| 20:00 (UTC−3)  | ( Neymar) Paquetá 35e | (1 - 0) |       | Spectateurs : 0 Arbitrage : Roberto Tobar Arbitre vidéo : Derlis López | Spectateurs : 0 Arbitrage : Roberto Tobar Arbitre vidéo : Derlis López |
| 20:00 (UTC−3)  | Rapport               |         |       | Spectateurs : 0 Arbitrage : Roberto Tobar Arbitre vidéo : Derlis López | Spectateurs : 0 Arbitrage : Roberto Tobar Arbitre vidéo : Derlis López |

| 6 juillet 2021 | Argentine                                | 1 - 1             | Colombie                                    | Stade national de Brasilia Mané Garrincha, Brasilia                         |                                                                             |
| 22:00 (UTC−3)  | ( Messi) La. Martínez 7e                 | (1 - 0)           | 61e Díaz ( Cardona)                         | Spectateurs : 0 Arbitrage : Jesús Valenzuela Arbitre vidéo : Julio Bascuñán | Spectateurs : 0 Arbitrage : Jesús Valenzuela Arbitre vidéo : Julio Bascuñán |
| 22:00 (UTC−3)  | Rapport                                  |                   |                                             | Spectateurs : 0 Arbitrage : Jesús Valenzuela Arbitre vidéo : Julio Bascuñán | Spectateurs : 0 Arbitrage : Jesús Valenzuela Arbitre vidéo : Julio Bascuñán |
| 22:00 (UTC−3)  | Messi · De Paul · Paredes · La. Martínez | Tirs au but 3 - 2 | Cuadrado · Sánchez · Mina · Borja · Cardona | Spectateurs : 0 Arbitrage : Jesús Valenzuela Arbitre vidéo : Julio Bascuñán | Spectateurs : 0 Arbitrage : Jesús Valenzuela Arbitre vidéo : Julio Bascuñán |

### Match pour la3eplace
| 9 juillet 2021 | Colombie                                                 | 3 - 2   | Pérou                                       | Stade national de Brasilia Mané Garrincha, Brasilia         |                                                             |
| 21:00 (UTC−3)  | Cuadrado 49e · ( Vargas) Díaz 66e · ( Muriel) Díaz 90+4e | (0 - 1) | 45e Yotún (Cueva ) · 82e Lapadula (García ) | Arbitrage : Raphael Claus Arbitre vidéo : Wagner Reway (pt) | Arbitrage : Raphael Claus Arbitre vidéo : Wagner Reway (pt) |
| 21:00 (UTC−3)  | Rapport                                                  |         |                                             | Arbitrage : Raphael Claus Arbitre vidéo : Wagner Reway (pt) | Arbitrage : Raphael Claus Arbitre vidéo : Wagner Reway (pt) |

### Finale
| 10 juillet 2021 | Argentine               | 1 - 0   | Brésil | Stade Maracanã, Rio de Janeiro                                 |                                                                |
| 21:00 (UTC−3)   | ( De Paul) Di María 22e | (1 - 0) |        | Arbitrage : Esteban Ostojich (en) Arbitre vidéo : Andrés Cunha | Arbitrage : Esteban Ostojich (en) Arbitre vidéo : Andrés Cunha |
| 21:00 (UTC−3)   | Rapport                 |         |        | Arbitrage : Esteban Ostojich (en) Arbitre vidéo : Andrés Cunha | Arbitrage : Esteban Ostojich (en) Arbitre vidéo : Andrés Cunha |

## Statistiques et récompenses

### Classement de la compétition

Le classement complet des 10 équipes.
| Place              | Nation    | Stade de la compétition |
| ------------------ | --------- | ----------------------- |
| Médaille d'or      | Argentine | Vainqueur               |
| Médaille d'argent  | Brésil    | Finale                  |
| Médaille de bronze | Colombie  | Demi-finales            |
| 4                  | Pérou     | Demi-finales            |
| 5                  | Uruguay   | Quarts de finale        |
| 6                  | Paraguay  | Quarts de finale        |
| 7                  | Chili     | Quarts de finale        |
| 8                  | Équateur  | Quarts de finale        |

| Place | Nation    | Stade de la compétition |
| ----- | --------- | ----------------------- |
| 9     | Venezuela | Premier tour            |
| 10    | Bolivie   | Premier tour            |

### Résumé par équipe
Le classement est donné à titre indicatif.
Sont comptabilisés les buts pendant le temps réglementaire et les prolongations, mais pas ceux des tirs au but.
Les éliminations et qualifications après la séance de tirs au but sont comptabilisées comme des matches nuls.
| Place              | Équipe    | Matches | Victoires | Nuls | Défaites | BP | BC | Diff. | Averti | Carton rouge | Progression      |
| ------------------ | --------- | ------- | --------- | ---- | -------- | -- | -- | ----- | ------ | ------------ | ---------------- |
| Médaille d'or      | Argentine | 7       | 5         | 2    | 0        | 12 | 3  | +9    | 18     | 0            | Vainqueur        |
| Médaille d'argent  | Brésil    | 7       | 5         | 1    | 1        | 12 | 3  | +9    | 12     | 1            | Finale           |
| Médaille de bronze | Colombie  | 7       | 2         | 3    | 2        | 7  | 7  | 0     | 19     | 1            | Demi-finales     |
| 4                  | Pérou     | 7       | 2         | 2    | 3        | 10 | 14 | -4    | 12     | 1            | Demi-finales     |
| 5                  | Uruguay   | 5       | 2         | 2    | 1        | 4  | 2  | +2    | 4      | 0            | Quarts de finale |
| 6                  | Paraguay  | 5       | 2         | 1    | 2        | 8  | 6  | +2    | 9      | 1            | Quarts de finale |
| 7                  | Chili     | 5       | 1         | 2    | 2        | 3  | 5  | -2    | 11     | 0            | Quarts de finale |
| 8                  | Équateur  | 5       | 0         | 3    | 2        | 5  | 9  | -4    | 9      | 1            | Quarts de finale |
| 9                  | Venezuela | 4       | 0         | 2    | 2        | 2  | 6  | -4    | 8      | 0            | Premier tour     |
| 10                 | Bolivie   | 4       | 0         | 0    | 4        | 2  | 10 | -8    | 9      | 1            | Premier tour     |

### Classement des buteurs
4 buts     
- Lionel Messi
- Luis Díaz

3 buts    
- Lautaro Martínez
- Gianluca Lapadula

2 buts   
- Papu Gómez
- Erwin Saavedra
- Neymar
- Lucas Paquetá
- Eduardo Vargas
- Ayrton Preciado
- Ángel Romero
- André Carrillo
- Yoshimar Yotún
- Edinson Cavani

1 but  
- Rodrigo De Paul
- Ángel Di María
- Guido Rodríguez
- Alex Sandro
- Gabriel Barbosa
- Casemiro
- Roberto Firmino
- Marquinhos
- Éder Militão
- Éverton Ribeiro
- Richarlison
- Ben Brereton
- Miguel Borja
- Edwin Cardona
- Juan Cuadrado
- Ángel Mena
- Gonzalo Plata
- Miguel Almirón
- Júnior Alonso
- Gabriel Ávalos
- Gustavo Gómez
- Kaku
- Braian Samudio
- Sergio Peña
- Luis Suárez
- Edson Castillo
- Ronald Hernández

1 but contre son camp  (csc)
- Carlos Lampe (face à l'Uruguay)
- Yerry Mina (face au Pérou)
- Gustavo Gómez (face au Pérou)
- Renato Tapia (face à l'Équateur)

### Classement des passeurs
5 passes 
- Lionel Messi

3 passes 
- Neymar

2 passes 
- Christian Cueva

1 passe 
- Sergio Agüero
- Rodrigo De Paul
- Ángel Di María
- Leonel Justiniano
- Everton
- Fred
- Gabriel Jesus
- Renan Lodi
- Richarlison
- Ben Brereton
- Eduardo Vargas
- Miguel Borja
- Juan Cuadrado
- Edwin Cardona
- Luis Muriel
- Camilo Vargas
- Robert Arboleda
- Damián Díaz
- Enner Valencia
- Miguel Almirón
- Gabriel Ávalos
- André Carrillo
- Raziel García
- Gianluca Lapadula
- Yoshimar Yotún
- Facundo Torres
- Matías Vecino
- Edson Castillo
- José Martínez

### Joueurs élus Homme du match
4 fois
- Lionel Messi

3 fois
- Neymar

2 fois
- Ángel Di María
- David Ospina
- Luis Díaz
- Gianluca Lapadula

1 fois
- Emiliano Martínez
- Marquinhos
- Charles Aránguiz
- Eduardo Vargas
- Enner Valencia
- Miguel Almirón
- Kaku
- André Carrillo
- Renato Tapia
- Rodrigo Bentancur
- Nahitan Nández
- Wuilker Faríñez
- Gonzalo Plata

### Discipline

#### Bilan par joueur
1 carton jaune  + 1 carton rouge direct 
- Gabriel Jesus
- Piero Hincapié

2 cartons jaunes  + 1 carton rouge suite à 2 cartons jaunes  
- André Carrillo

1 carton jaune  + 1 carton rouge suite à 2 cartons jaunes  
- Gustavo Gómez

1 carton rouge direct 
- Luis Díaz

1 carton rouge suite à 2 cartons jaunes  
- Jaume Cuéllar

3 cartons jaunes 
- Wílmar Barrios
- Juan Cuadrado

2 cartons jaunes 
- Giovani Lo Celso
- Gonzalo Montiel
- Nicolás Otamendi
- Leandro Paredes
- Diego Bejarano
- Renan Lodi
- Francisco Sierralta
- Arturo Vidal
- Miguel Borja
- Edwin Cardona
- Daniel Muñoz
- Pervis Estupiñán
- Ángelo Preciado
- Enner Valencia
- Alberto Espínola
- Christian Cueva
- Christian Ramos
- Yoshimar Yotún

1 carton jaune 
- Marcos Acuña
- Joaquín Correa
- Rodrigo De Paul
- Nicolás González
- Emiliano Martínez
- Lautaro Martínez
- Lucas Martínez Quarta
- Germán Pezzella
- Guido Rodríguez
- Jeyson Chura
- Enrique Flores
- Rodrigo Ramallo
- Erwin Junior Sánchez
- Henry Vaca
- Ramiro Vaca
- Diego Wayar
- Alex Sandro
- Gabriel Barbosa
- Ederson
- Fred
- Marquinhos
- Neymar
- Lucas Paquetá
- Éverton Ribeiro
- Vinícius Júnior
- Claudio Bravo
- Ben Brereton
- Mauricio Isla
- Guillermo Maripán
- Gary Medel
- Carlos Palacios
- Erick Pulgar
- Rafael Santos Borré
- Gustavo Cuéllar
- Frank Fabra
- Óscar Murillo
- David Ospina
- Mateus Uribe
- Moisés Caicedo
- Alan Franco
- Omar Alderete
- Júnior Alonso
- Santiago Arzamendia
- Ángel Cardozo
- Héctor Martínez
- Mathías Villasanti
- Pedro Gallese
- Marcos López
- Anderson Santamaría
- Gerald Távara
- Diego Godín
- Brian Ocampo
- Lucas Torreira
- Federico Valverde
- Fernando Aristeguieta
- Yohán Cumana
- Ronald Hernández
- Yangel Herrera
- Francisco La Mantía
- Luis Mago
- Bernaldo Manzano
- Adrián Martínez

#### Suspensions
Le tableau ci-dessous résume les joueurs suspendus pendant la compétition.
| Joueurs             | Cartons                                                                                               | Suspensions                                                                    |
| ------------------- | --- | ------------------------------------------------------------------------------ |
| Jaume Cuéllar       | Groupe A, 1re journée, vs Paraguay (14 juin 2021)                                                     | Groupe A, 2e journée, vs Chili (18 juin 2021)                                  |
| Luis Díaz           | Groupe B, 2e journée, vs Venezuela (17 juin 2021)                                                     | Groupe B, 3e journée, vs Pérou (20 juin 2021)                                  |
| Diego Bejarano      | Groupe A, 1re journée, vs Paraguay (14 juin 2021) · Groupe A, 2e journée, vs Chili (18 juin 2021)     | Groupe A, 4e journée, vs Uruguay (24 juin 2021)                                |
| Enner Valencia      | Groupe B, 1re journée, vs Colombie (13 juin 2021) · Groupe B, 3e journée, vs Venezuela (20 juin 2021) | Groupe B, 4e journée, vs Pérou (23 juin 2021)                                  |
| Christian Ramos     | Groupe B, 2e journée, vs Brésil (17 juin 2021) · Groupe B, 4e journée, vs Équateur (23 juin 2021)     | Groupe B, 5e journée, vs Venezuela (27 juin 2021)                              |
| Juan Cuadrado       | Groupe B, 2e journée, vs Venezuela (17 juin 2021) · Groupe B, 4e journée, vs Brésil (23 juin 2021)    | Quart de finale, vs Uruguay (3 juillet 2021)                                   |
| Gustavo Gómez       | Quart de finale, vs Pérou (2 juillet 2021)                                                            | Qualifications Coupe du monde 2022, 9e journée, vs Équateur (2 septembre 2021) |
| André Carrillo      | Quart de finale, vs Paraguay (2 juillet 2021)                                                         | Demi-finale, vs Brésil (5 juillet 2021)                                        |
| Alberto Espínola    | Groupe A, 1re journée, vs Bolivie (14 juin 2021) · Quart de finale, vs Pérou (2 juillet 2021)         | Qualifications Coupe du monde 2022, 9e journée, vs Équateur (2 septembre 2021) |
| Gabriel Jesus       | Quart de finale, vs Chili (2 juillet 2021)                                                            | Demi-finale, vs Pérou (5 juillet 2021) Finale, vs Argentine (10 juillet 2021)  |
| Francisco Sierralta | Groupe A, 3e journée, vs Uruguay (21 juin 2021) · Quart de finale, vs Brésil (2 juillet 2021)         | Qualifications Coupe du monde 2022, 9e journée, vs Brésil (2 septembre 2021)   |
| Arturo Vidal        | Groupe A, 1re journée, vs Argentine (14 juin 2021) · Quart de finale, vs Brésil (2 juillet 2021)      | Qualifications Coupe du monde 2022, 9e journée, vs Brésil (2 septembre 2021)   |
| Ángelo Preciado     | Groupe B, 3e journée, vs Venezuela (20 juin 2021) · Quart de finale, vs Argentine (3 juillet 2021)    | Qualifications Coupe du monde 2022, 9e journée, vs Paraguay (2 septembre 2021) |
| Pervis Estupiñán    | Groupe B, 4e journée, vs Brésil (27 juin 2021) · Quart de finale, vs Argentine (3 juillet 2021)       | Qualifications Coupe du monde 2022, 9e journée, vs Paraguay (2 septembre 2021) |
| Piero Hincapié      | Quart de finale, vs Argentine (3 juillet 2021)                                                        | Qualifications Coupe du monde 2022, 9e journée, vs Paraguay (2 septembre 2021) |

### Récompenses
Le 13 juillet 2021, la CONMEBOL dévoile l'équipe-type de la Copa America 2021.
| Gardiens          | Défenseurs                                                | Milieux                                 | Attaquants                    |
| ----------------- | --------------------------------------------------------- | --------------------------------------- | ----------------------------- |
| Emiliano Martínez | Mauricio Isla Cristian Romero Marquinhos Pervis Estupiñán | Rodrigo De Paul Casemiro Yoshimar Yotún | Lionel Messi Neymar Luis Díaz |

| Prix              | Lauréat                |
| ----------------- | ---------------------- |
| Meilleur joueur   | Lionel Messi           |
| Meilleurs buteurs | Lionel Messi Luis Díaz |
| Meilleur gardien  | Emiliano Martínez      |
| Prix du fair-play | Brésil                 |